# نورمان جونستون
نورمان جونستون (بالإنجليزية: Norman Johnston)‏ هو مؤرخ أمريكي، ولد في 3 ديسمبر 1918، وتوفي في 16 مارس 2015 في سياتل في الولايات المتحدة.